# Unnamed Memory
『Unnamed Memory』（アンネームドメモリー）は、古宮九時による日本のライトノベル。イラストはchibiが担当している。略称は「アンメモ」。
元々は2008年に個人サイト「no-seen flower」に掲載されていた小説（web版は「藤村由紀」名義）で、2012年より「小説家になろう」でも連載が開始された。2019年1月から2021年4月まで電撃の新文芸（KADOKAWA）から書籍化された。2022年2月から続編『Unnamed Memory -after the end-』が同レーベルより刊行されている。
『このWeb小説がすごい！』全Web小説ベストランキングでは9位を獲得している。「次のヒット作はこれだ！ 新作ラノベ総選挙2019」新文芸・ブックス部門（BOOK☆WALKER）では10位を獲得している。『このライトノベルがすごい！』単行本・ノベルス部門では2020年版では1位、2021年版では3位を獲得。2020年には第5回ラノベ好き書店員大賞で単行本部門第5位を獲得している。
メディアミックスとして、『月刊コミック電撃大王』（同社）にてコミカライズ版が2020年9月から連載されている（作画・越水ナオキ）。また、2020年10月にはAudibleにて小澤亜李と角田雄二郎の朗読による第1巻のオーディオブックの配信も開始された。テレビアニメが制作されており、第1期が2024年4月から6月まで放送され、第2期が2025年1月から3月まで放送された。

## あらすじ
永い時を生き、絶大な力で厄災を呼ぶとされる5人の魔女が大陸の影に君臨していた時代。強国ファルサスの王太子であるオスカーは、幼いころ〈沈黙の魔女〉にかけられた「子孫を残せない呪い」の解呪を願い、試練を達成すれば願いを叶えてくれるという〈青き月の魔女〉ティナーシャの塔を訪れる。
塔の試練を乗り越え、解呪を願うオスカーだが、この呪いの正体は祝福であり、術者によって定義が異なるため完全な解呪は難しいと告げられる。胎児に強力な守護をかけるため、普通の母体では守護に耐えきれず害されてしまうという術に対してとれる別の手段は、「呪いに対抗できる魔力と魔力耐性を持った女性を探す」というものだった。
それを聞いたオスカーは、ティナーシャを妻にすることを願う。呪いには耐えられるが、断固拒否の姿勢を示すティナーシャにオスカーは代案として「1年間自分の傍で暮らす」ことを提示する。それを試練達成者の願いとして承諾したティナーシャは、オスカーと契約関係を結ぶ。この出会いが、2人の運命と大陸の歴史を変える物語の始まりとなる。

## 登場人物
声の項はテレビアニメ版における声優。
オスカー
声 - 中島ヨシキ
王太子：本作の主人公。
本名は オスカー・ラエス・インクレアートゥス・ロズ・ファルサス。
ティナーシャの契約者。後に即位しファルサス国王となる。絶対魔法抵抗の剣アカーシアの主人。
古宮は「物語としてはオスカーとティナーシャのダブル主人公に見えるが実はオスカーが圧倒的に主人公」だと述べている。
ティナーシャ
声 - 種﨑敦美
魔女：本作のヒロイン。数百年の時を生き、「青き月の魔女」と呼ばれる。
古宮はティナーシャを「オスカーの最強装備のひとつ」であると述べている。
ラザル
声 - 梅田修一朗
従者：オスカーの幼馴染。いつもひどい目にあっているらしい。
アルス
声 - 佐藤拓也
将軍：ファルサス国の若き将軍。酒好き。
メレディナ
声 - 赤﨑千夏
武官：アルスの幼馴染。突っ込み役。貧乏くじを引きがちの性格。
カーヴ
声 - 天﨑滉平
魔法士：ファルサス所属。魔法薬が専門。割と真面目。
ドアン
声 - 石毛翔弥
魔法士：ファルサス所属。あちこちの遠征に連れまわされている。意外と適当な性格。
シルヴィア
声 - 夏吉ゆうこ
魔法士：ファルサス所属。怖いものが嫌い。おっとりした女性。ティナーシャとは仲良し。
ルクレツィア
声 - 川澄綾子
魔女：ティナーシャとは旧知の間柄。数少ないティナーシャより年上の人間。「閉ざされた森の魔女」。
ケヴィン
声 - 森川智之
王：オスカーの父親。普段はのんびり暮らしている。
スズト
兵士：ファルサス所属。素直で正直だがあんまり報われていない。
クム
声 - 野沢聡
魔法士長：ファルサス所属。ハゲ。
ラナク
声 - 柳田淳一
魔法士：ティナーシャの古い知り合いらしい。
レナート
声 - 石谷春貴
魔法士：タァイーリ出身の魔法士。
パミラ
声 - 大西沙織
魔法士：精霊術士。
トラヴィス
声 - 福山潤
魔族：最上位魔族。人間界ではガンドナの公爵。
オーレリア
声 - 清水理沙
異能者：トラヴィスの被保護者の少女。ガンドナの王族。
レオノーラ
声 - 斎藤千和
魔女：ティナーシャとは旧知。「呼ばれぬ魔女」。
ガジェン
将軍：ファルサス所属。普段はミネダード砦に配備。
サヴァス
王子：ファルサスの東国ヤルダの王子。ネフェリィの兄。
ネフェリィ
声 - 本泉莉奈
王女：ファルサスの東国ヤルダの王女。
リトラ
声 - 篠原侑
ティナーシャの使い魔。
ナーク
声 - 森永千才
ティナーシャが使役する赤いドラゴン。
ヴァルト
声 - 梶裕貴
謎の魔法士。
ミラリス
声 - 楠木ともり
ヴァルトの連れの少女。
沈黙の魔女
声 - 園崎未恵
魔女

## 作風
将来的に国王となる主人公・オスカーがどのような経緯で成長してきたのか、王妃となる魔女・ティナーシャがどのようにオスカーに従うようになったのかが歴史的観点から描かれる。古宮は「二人とも王族で共に重い事情を背負っているので他の人には理解しづらい価値観も、それを当たり前に共有できるのが強み」だと述べている。
ミステリー要素が多い点については古宮の読書歴の半分がミステリー作品となっていることに起因しており、古宮自身も「謎が解き明かされていく過程が好きなので、自身の創作にも隙あらば取り入れている」と述べている。また、古宮は「最強の二人が時間をかけて関係性を構築していく過程を描きたかった。その関係性が一番分かりやすく出せるのがたまたま恋愛だった」とも述べている。

## 制作背景
古宮は元々本作を同人誌として製本しようと考えていたが、KADOKAWAの新レーベル「電撃の新文芸」が創刊されることから「参加してみないか」と声をかけられ書籍化するに至った。
本作の発表は書籍化から11年前の2008年まで遡り、さらに執筆自体は2006年ごろに始まっている。古宮によれば、執筆当時はブログが最盛期だったらしく、自身も練習用のブログを作成して非公開で小説を書き始めており、本作も高校時代に書き始めたプロトタイプを元に書きだしている。
古宮は書籍化にあたって、元々比喩的に表現していた登場人物の感情などを読者に伝わりやすいように改稿を行っている。また、紙面が限られてくるため取捨選択を意識し、余分な部分を削り印象に残したい場面や伏線の部分は逆に膨らませるようにしている。

## 既刊一覧

### 小説

#### Unnamed Memory
- 古宮九時（著）・chibi（イラスト）、KADOKAWA〈電撃の新文芸〉、全6巻
  - 『Unnamed Memory I 青き月の魔女と呪われし王』、2019年1月17日発売[19]、ISBN 978-4-04-912267-1
  - 『Unnamed Memory II 玉座に無き女王』、2019年5月17日発売[20]、ISBN 978-4-04-912380-7
  - 『Unnamed Memory III 永遠を誓いし果て』、2019年9月17日発売[21]、ISBN 978-4-04-912381-4
  - 『Unnamed Memory IV 白紙よりもう一度』、2020年1月17日発売[22]、ISBN 978-4-04-912803-1
  - 『Unnamed Memory V 祈りへと至る沈黙』、2020年6月17日発売[23]、ISBN 978-4-04-912804-8
  - 『Unnamed Memory VI 名も無き物語に終焉を』、2021年4月17日発売[24]、ISBN 978-4-04-912805-5

#### Unnamed Memory -after the end-
- 古宮九時（著）・chibi（イラスト）、KADOKAWA〈電撃の新文芸〉、既刊6巻（2025年5月16日現在）
  - 『Unnamed Memory -after the end-I』、2022年2月17日発売[25]、ISBN 978-4-04-913870-2
  - 『Unnamed Memory -after the end-II』、2022年12月17日発売[26]、ISBN 978-4-04-914755-1
  - 『Unnamed Memory -after the end-III』、2023年10月17日発売[27]、ISBN 978-4-04-915288-3
  - 『Unnamed Memory -after the end-IV』、2024年4月17日発売[28]、ISBN 978-4-04-915604-1
  - 『Unnamed Memory -after the end-V』、2025年1月17日発売[29]、ISBN 978-4-04-916143-4
  - 『Unnamed Memory -after the end-VI』、2025年5月16日発売[30]、ISBN 978-4-04-916326-1

### 漫画
- 古宮九時（原作）・越水ナオキ（作画）・chibi（キャラクターデザイン） 『Unnamed Memory』 KADOKAWA〈電撃コミックスNEXT〉、既刊9巻（2025年7月26日現在）
  1. 2021年4月10日初版発行（4月9日発売[31][32]）、ISBN 978-4-04-913712-5
  2. 2021年9月27日初版発行（同日発売[33]）、ISBN 978-4-04-913989-1
  3. 2022年6月10日初版発行（同日発売[34]）、ISBN 978-4-04-914472-7
  4. 2023年1月10日初版発行（同日発売[35]）、ISBN 978-4-04-914829-9
  5. 2023年8月10日初版発行（同日発売[36]）、ISBN 978-4-04-915189-3
  6. 2024年2月26日発売[37]、ISBN 978-4-04-915541-9
  7. 2024年9月27日発売[38]、ISBN 978-4-04-915921-9
  8. 2024年12月26日発売[39]、ISBN 978-4-04-916115-1
  9. 2025年7月26日発売[40]、ISBN 978-4-04-916493-0

## テレビアニメ
2022年12月にテレビアニメ化が発表され、第1期が2024年4月から6月までAT-Xほかにて放送された。第2期が2025年1月よりAT-Xほかにて放送中。

### スタッフ
- 原作 - 古宮九時[14]
- 原作イラスト - chibi[14]
- 監督 - 三浦和也[14]
- 副監督 - 熊野千尋
- シリーズ構成 - 赤尾でこ[14]
- キャラクターデザイン - 能海知佳[14]
- キャラクター・プロップデザイン - 宇井川真明
- プロップデザイン - 関本光夏（第6、10話）、吉川久美子（第2期）
- モンスターデザイン - 鈴木政彦
- 美術監督・美術設定 - 河合良介[16]
- 美術設定 - 柿本晋吾、宮浦麗子、斎藤大輔、高橋舞、小野寺里恵、妹脊百合子、田中志乃、岩佐禎、山本咲子、赤塚美歌
- 色彩設計 - 西詠仔[16]
- 撮影監督 - 林コージロー[16]
- オフライン編集 - 小口理菜
- 音響監督 - 今泉雄一[16]
- 音響効果 - 長谷川卓也
- 音楽 - 松田彬人[14]
- 音楽制作 - ハートカンパニー
- 音楽プロデューサー - 斎藤滋、タノウエマモル
- プロデューサー - 香山貴亮、坂本友理果、Julien Vig、佐野貢一、西前朱加、臼倉竜太郎
- アニメーションプロデューサー - 安藤圭一（第1期のみ）、星野雄大朗
- アニメーション制作 - ENGI[14]
- 製作 - Project Unnamed Memory

### 主題歌
「呼び声」
丁による第1期オープニングテーマ。作詞・作曲は丁、編曲は丁と樂。
「blan_」
夏吉ゆうこと大和のユニット「Arika」による第1期エンディングテーマ。作詞は夏吉ゆうこ、作曲・編曲は大和。
「Unsung ballad」
TRUEによる第2期オープニングテーマ。作詞は唐沢美帆、作曲・編曲は白戸佑輔。
「inclusion」
Arikaによる第2期エンディングテーマ。作詞は夏吉ゆうこ、作曲・編曲は大和。

### 各話リスト
| 話数           | サブタイトル               | 脚本     | 絵コンテ          | 演出              | 作画監督 | 総作画監督                              | 初放送日      |       |       |       |       |       |       |       |       |       |       |       |       |       |       |       |       |       |
| 第1期          | 第1期                      | 第1期    | 第1期             | 第1期             | 第1期 | 第1期                                   | 第1期         | 第1期 | 第1期 | 第1期 | 第1期 | 第1期 | 第1期 | 第1期 | 第1期 | 第1期 | 第1期 | 第1期 | 第1期 | 第1期 | 第1期 | 第1期 | 第1期 | 第1期 |
| -------------- | -------------------------- | -------- | ----------------- | ----------------- | --- | --------------------------------------- | ------------- | ----- | ----- | ----- | ----- | ----- | ----- | ----- | ----- | ----- | ----- | ----- | ----- | ----- | ----- | ----- | ----- | ----- |
| 第1話          | 〜呪いの言葉と青い塔〜     | 赤尾でこ | 熊野千尋          | 槙麻里奈          | 宇井川真明 田守優希 青沼ひかり 増井良紀 | 宇井川真明                              | 2024年 4月9日 |       |       |       |       |       |       |       |       |       |       |       |       |       |       |       |       |       |
| 第2話          | 〜繰り返し触れられる過去〜 | 塩味鷹虎 | 熊野千尋 長田信博 | 石井輝            | 西川雅史 村長由紀 関本光夏 余利峰 尤倩 | 伊藤陽祐                                | 4月16日       |       |       |       |       |       |       |       |       |       |       |       |       |       |       |       |       |       |
| 第3話          | 〜森の見る夢〜             | 篠塚智子 | 熊野千尋          | 茉田哲明          | Lee Seong-jin Kang Hyeon-guk Ahn Min-mi Park Jae-seok | 宇井川真明 鯉川慎平                     | 4月23日       |       |       |       |       |       |       |       |       |       |       |       |       |       |       |       |       |       |
| 第4話          | 〜形に息を吹きこむ〜       | 冨田頼子 | 増田敏彦          | 宮田亮            | 横山香月 青沼ひかり 秋山絵梨 青戸結加 Lee Seunghee Park Sunok Kim Jeongwoo 西川雅史                                                                           | 宇井川真明                              | 4月30日       |       |       |       |       |       |       |       |       |       |       |       |       |       |       |       |       |       |
| 第5話          | 〜無名の感情〜             | 冨田頼子 | 熊野千尋          | 槙麻里奈          | Kang Hyeon-guk Kim Si-gyeong Park Ji-yeong Lee Yun-seok Lee Seong-jin Ahn Min-mi Lee Yeong-mi Lee Ji-taek                                                     | 伊藤陽祐                                | 5月7日        |       |       |       |       |       |       |       |       |       |       |       |       |       |       |       |       |       |
| 第6話          | 〜深淵の生まれる時〜       | 涼村千夏 | 大宙征基          | 村山靖            | Kang Hyeon-guk Kim Hyeon-a Park Jae-seok Lee Seong-jin Ahn Min-mi                                                                                             | 鯉川慎平 伊藤陽祐                       | 5月14日       |       |       |       |       |       |       |       |       |       |       |       |       |       |       |       |       |       |
| 第7話          | 〜夢の終わり〜             | 涼村千夏 | 石井輝            | 石井輝            | Kang Hyeon-guk Park Jae-seok Kim Si-gyeong Lee Yeong-mi Lee Seong-jin Ahn Min-mi Park Ji-yeong Kang Ji-su                                                     | 伊藤陽祐 田中茉莉                       | 5月21日       |       |       |       |       |       |       |       |       |       |       |       |       |       |       |       |       |       |
| 第8話          | 〜緑の蔓〜                 | 篠塚智子 | 熊野千尋          | 神保昌登          | 松川哲也 廣冨麻由 大西貴子 山本亮友 | 宇井川真明                              | 5月28日       |       |       |       |       |       |       |       |       |       |       |       |       |       |       |       |       |       |
| 第9話          | 〜分からないこと〜         | 塩味鷹虎 | 増田敏彦          | 村山靖            | 増井良紀 青沼ひかり 横山香月 吉井安里咲 秋山絵梨 青戸結加 田守優希                                                                                            | 宇井川真明                              | 6月4日        |       |       |       |       |       |       |       |       |       |       |       |       |       |       |       |       |       |
| 第10話         | 〜白紙の子供たち〜         | 涼村千夏 | 大宙征基          | 金澤由季          | 横山香月 Lee Seong-jin Kim Si-gyeong Park Ji-yeong Kim So-hyeon Shin Eun-ah Kang Ji-su Lee Yeong-mi Park Jae-seok                                             | 能海知佳                                | 6月11日       |       |       |       |       |       |       |       |       |       |       |       |       |       |       |       |       |       |
| 第11話         | 〜砂のお城〜               | 赤尾でこ | 東海林真一        | 村山靖            | 横山香月 田守優希 青戸結加 秋山絵梨 李慶 陳洁琼 劉定福 過鈴 鄭楓 胡建                                                                                         | 宇井川真明 伊藤陽祐 鯉川慎平            | 6月18日       |       |       |       |       |       |       |       |       |       |       |       |       |       |       |       |       |       |
| 第12話         | 〜背中合わせの記憶〜       | 赤尾でこ | 熊野千尋 三浦和也 | 熊野千尋          | CHOI Dongjin IM Sunhee DANG HOANG MY LINH NGUYEN THI THU TRANG DOUNG THI THUY AN Kim Kwang Woo Yoon Hyeok Jun Jang Hyug Wan Heo Jeong Hwa 陳海官 無錫月霊動画 | 能海知佳 伊藤陽祐 鯉川慎平 PARK Gayoung | 6月25日       |       |       |       |       |       |       |       |       |       |       |       |       |       |       |       |       |       |
| 第2期『Act.2』 |                            |          |                   |                   | |                                         |               |       |       |       |       |       |       |       |       |       |       |       |       |       |       |       |       |       |
| 第13話         | 〜白紙よりもう一度〜       | 篠塚智子 | 熊野千尋          | 熊野千尋          | 藤崎ゑる madeline ルラフォート 月霊動画 半扇門動画 旭陽動画 米豆動画                                                                                          | 能海知佳                                | 2025年 1月7日 |       |       |       |       |       |       |       |       |       |       |       |       |       |       |       |       |       |
| 第14話         | 〜硝子の羽化〜             | 篠塚智子 | 熊野千尋          | 伊藤史夫          | 鯉川慎平 Lee Seong-jin Park Seo-jeong Ahn Min-mi Shin Soo-jin                                                                                                 | 鯉川慎平                                | 1月14日       |       |       |       |       |       |       |       |       |       |       |       |       |       |       |       |       |       |
| 第15話         | 〜答えの無い祈り〜         | 涼村千夏 | 熊野千尋          | 村山靖            | Lee Seong-jin Park Seo-jeong So Eun-ji Ahn Min-mi Hong Hyeon-suk 月霊動画 半扇門動画                                                                          | 鯉川慎平                                | 1月21日       |       |       |       |       |       |       |       |       |       |       |       |       |       |       |       |       |       |
| 第16話         | 〜見えない貌〜             | 涼村千夏 | 増田敏彦          | 福元しんいち      | 仲金 季亜晨 盛刚 李望斌 旭陽動画 米豆動画 半扇門動画 月霊動画                                                                                                 | 能海知佳 宇井川真明                     | 1月28日       |       |       |       |       |       |       |       |       |       |       |       |       |       |       |       |       |       |
| 第17話         | 〜約束の折り返し〜         | 冨田頼子 | 熊野千尋          | 内堀雅人          | Lee Seong-jin Ahn Min-mi Kang Hyeon-guk Kim Jeong-suk | 能海知佳 宇井川真明 永作友克            | 2月4日        |       |       |       |       |       |       |       |       |       |       |       |       |       |       |       |       |       |
| 第18話         | 〜無血の傷跡〜             | 涼村千夏 | 石井輝            | 長岡義孝          | 上月庸佑 松下順子 西川真人 山下聖美 ジャンハンビョル ハンヒョミン 巨巨 大樹 箱子 Kim Sangmin Choi Jonggi Lee Chungsik Kim Sukhui Kim Wonhui 半扇門動画        | 鯉川慎平                                | 2月11日       |       |       |       |       |       |       |       |       |       |       |       |       |       |       |       |       |       |
| 第19話         | 〜幸せな悲しみ〜           | 涼村千夏 | 熊野千尋          | 村山靖            | Lee Seong-jin Kim Jeong_u Shin Eun-ah Kang Hyeon-guk Kim Jeong-suk                                                                                            | 能海知佳 宇井川真明 永作友克            | 2月18日       |       |       |       |       |       |       |       |       |       |       |       |       |       |       |       |       |       |
| 第20話         | 〜永遠の半分〜             | 篠塚智子 | 増田敏彦          | 福元しんいち      | 鯉川慎平 | -                                       | 2月25日       |       |       |       |       |       |       |       |       |       |       |       |       |       |       |       |       |       |
| 第21話         | 〜過去の矜持〜             | 涼村千夏 | 熊野千尋          | 菱川直樹          | 徳田夢之介 宇都木勇 永田有香 花澤友梨 日影工房 Studio EverGreen ミュウ                                                                                        | 鯉川慎平                                | 3月4日        |       |       |       |       |       |       |       |       |       |       |       |       |       |       |       |       |       |
| 第22話         | 〜いつかの君と〜           | 涼村千夏 | 熊野千尋          | 大庭秀昭          | Lee Deok Kim Jeong-suk Lee Seong-jin Ahh Min-mi 陳洁琼 アム・ジュヒョン 趙小川 徐超 陳玲玲 姜海華                                                             | 能海知佳 宇井川真明 永作友克            | 3月11日       |       |       |       |       |       |       |       |       |       |       |       |       |       |       |       |       |       |
| 第23話         | 〜記憶の果て〜             | 赤尾でこ | 熊野千尋          | 熊野千尋 三浦和也 | 宮原史子 木村灯 Lee Seong-jin Shin Eun-ah Kim Jeong-u アム・ジュヒョン ペク・ジウォン 4tune 半扇門動画                                                        | 能海知佳 伊藤陽祐 永作友克              | 3月18日       |       |       |       |       |       |       |       |       |       |       |       |       |       |       |       |       |       |
| 第24話         | 〜名も無き物語に終焉を〜   | 赤尾でこ | 熊野千尋          | 熊野千尋 三浦和也 | 宮原史子 木村灯 Kang Hyeon-guk Kim Jeong-suk Kim Jeong-u アム・ジュヒョン ペク・ジウォン 月霊動画 半扇門動画 グレーン                                         | 能海知佳 伊藤陽祐 永作友克              | 3月25日       |       |       |       |       |       |       |       |       |       |       |       |       |       |       |       |       |       |

### 放送局
| 放送期間                | 放送時間                     | 放送局   | 対象地域   | 備考                                            |
| ----------------------- | ---------------------------- | -------- | ---------- | ----------------------------------------------- |
| 2024年4月9日 - 6月25日  | 火曜 23:30 - 水曜 0:00       | AT-X     | 日本全域   | 製作参加 / CS放送 / 字幕放送 / リピート放送あり |
| 2024年4月10日 - 6月26日 | 水曜 0:30 - 1:00（火曜深夜） | TOKYO MX | 東京都     |                                                 |
|                         |                              | BS11     | 日本全域   | BS放送 / 『ANIME+』枠                           |
|                         | 水曜 2:30 - 3:00（火曜深夜） | 毎日放送 | 近畿広域圏 | 『アニメ特区』第1部                             |

| 配信開始日    | 配信時間                           | 配信サイト |
| ------------- | ---------------------------------- | --- |
| 2024年4月10日 | 水曜 0:00（火曜深夜） 更新         | dアニメストア |
| 2024年4月15日 | 月曜 0:00（日曜深夜） 以降順次更新 | ABEMA niconico Netflix U-NEXT アニメ放題 Lemino バンダイチャンネル Hulu DMM TV TELASA J:COM STREAM milplus Amazon Prime Video MBS動画イズム TVer FOD music.jp ビデオマーケット カンテレドーガ ムービーフル HAPPY!動画 |

| 放送期間               | 放送時間                     | 放送局   | 対象地域   | 備考                                            |
| ---------------------- | ---------------------------- | -------- | ---------- | ----------------------------------------------- |
| 2025年1月7日 - 3月25日 | 火曜 23:30 - 水曜 0:00       | AT-X     | 日本全域   | 製作参加 / CS放送 / 字幕放送 / リピート放送あり |
| 2025年1月8日 - 3月26日 | 水曜 0:30 - 1:00（火曜深夜） | TOKYO MX | 東京都     |                                                 |
|                        |                              | BS11     | 日本全域   | BS放送 / 『ANIME+』枠                           |
|                        | 水曜 2:30 - 3:00（火曜深夜） | 毎日放送 | 近畿広域圏 | 『アニメ特区』第1部                             |

| 配信開始日    | 配信時間                           | 配信サイト |
| ------------- | ---------------------------------- | --- |
| 2025年1月8日  | 水曜 0:00（火曜深夜） 更新         | dアニメストア |
| 2025年1月13日 | 月曜 0:00（日曜深夜） 以降順次更新 | ABEMA niconico Netflix U-NEXT アニメ放題 Lemino バンダイチャンネル Hulu DMM TV TELASA J:COM STREAM milplus Amazon Prime Video MBS動画イズム TVer FOD music.jp ビデオマーケット カンテレドーガ ムービーフルplus HAPPY!動画 Rakuten TV |

### BD / DVD
| 巻 | 発売日        | 収録話         | 規格品番  | 規格品番   |
| 巻 | 発売日        | 収録話         | BD BOX    | DVD BOX    |
| -- | ------------- | -------------- | --------- | ---------- |
| 上 | 2024年8月28日 | 第1話 - 第6話  | KAXA-8871 | KABA-11581 |
| 下 | 2024年9月25日 | 第7話 - 第12話 | KAXA-8872 | KABA-11582 |

| 巻 | 発売日        | 収録話          | 規格品番  | 規格品番   |
| 巻 | 発売日        | 収録話          | BD BOX    | DVD BOX    |
| -- | ------------- | --------------- | --------- | ---------- |
| 上 | 2025年5月28日 | 第13話 - 第18話 | KAXA-9001 | KABA-11661 |
| 下 | 2025年6月25日 | 第19話 - 第24話 | KAXA-9002 | KABA-11662 |

### Webラジオ
2024年4月22日より7月29日まで音泉にて『Radio Unnamed Memory』を配信。パーソナリティはオスカー役の中島ヨシキ。
ゲスト（初代）
- 第1回、第2回、第6回 - 種﨑敦美（ティナーシャ役）
- 第3回 - 夏吉ゆうこ（シルヴィア役）
- 第4回 - 柳田淳一（ラナク役）
- 第5回 - 梅田修一朗（ラザル役）

2025年1月20日から3月31日まで音泉にて『Radio Unnamed Memory Act.2』を配信。パーソナリティはオスカー役の中島ヨシキ。
ゲスト（Act.2）
- 第1回 - 梅田修一朗（ラザル役）
- 第2回 - 森永千才（ナーク役）
- 第3回 - 梶裕貴（ヴァルト役）
- 第4回 - 今泉雄一（音響監督）
- 第5回、第6回 - 種﨑敦美（ティナーシャ役）